# (641) Agnes
Agnes és l'asteroide número 641. Va ser descobert per l'astrònom Max Wolf des de l'observatori de Heidelberg (Alemanya), el 8 de setembre de 1907. La seva designació provisional era 1907 ZX.